# Sarah Gronert
 (décembre 2024).
Si vous disposez d'ouvrages ou d'articles de référence ou si vous connaissez des sites web de qualité traitant du thème abordé ici, merci de compléter l'article en donnant les références utiles à sa vérifiabilité et en les liant à la section « Notes et références ».
Sarah Gronert (née le 6 juillet 1986 à Linnich) est une joueuse de tennis professionnelle allemande, professionnelle entre 2008 et 2012.
Elle compte neuf titres ITF en simple et un en double.

## Biographie
En 2009, elle remporte les tournois de Kaarst, Raanana (qu'elle gagne également en double), celui de Darmstadt (doté de 25 000$) et celui de Versmold. En 2010, elle remporte le titre à Glasgow et en 2011 elle s'impose à nouveau à Kaarst, puis à Wrexham. En 2012, elle s'impose sur deux 25000$ à Sunderland et Woking.

### Controverse de genre
Sarah Gronert est née intersexe, avec à la fois les organes génitaux mâles et femelles. À l'âge de dix-neuf ans, une opération chirurgicale a enlevé les organes sexuels présentant une apparence dite « masculine ». 
Bien que juridiquement considérée comme une femme, son cas alimente certaines controverses qui ne sont pas sans rappeler celles dont fut aussi l'objet la joueuse de tennis trans Renée Richards, à la fin des années 1970.

## Classements WTA en fin de saison
| Année          | 2008 | 2009 | 2010 | 2011 | 2012 |
| Rang en simple | 735  | 269  | 245  | 204  | 237  |

Source : (en) Classements de Sarah Gronert sur le site officiel de la Fédération internationale de tennis